# Humbucker

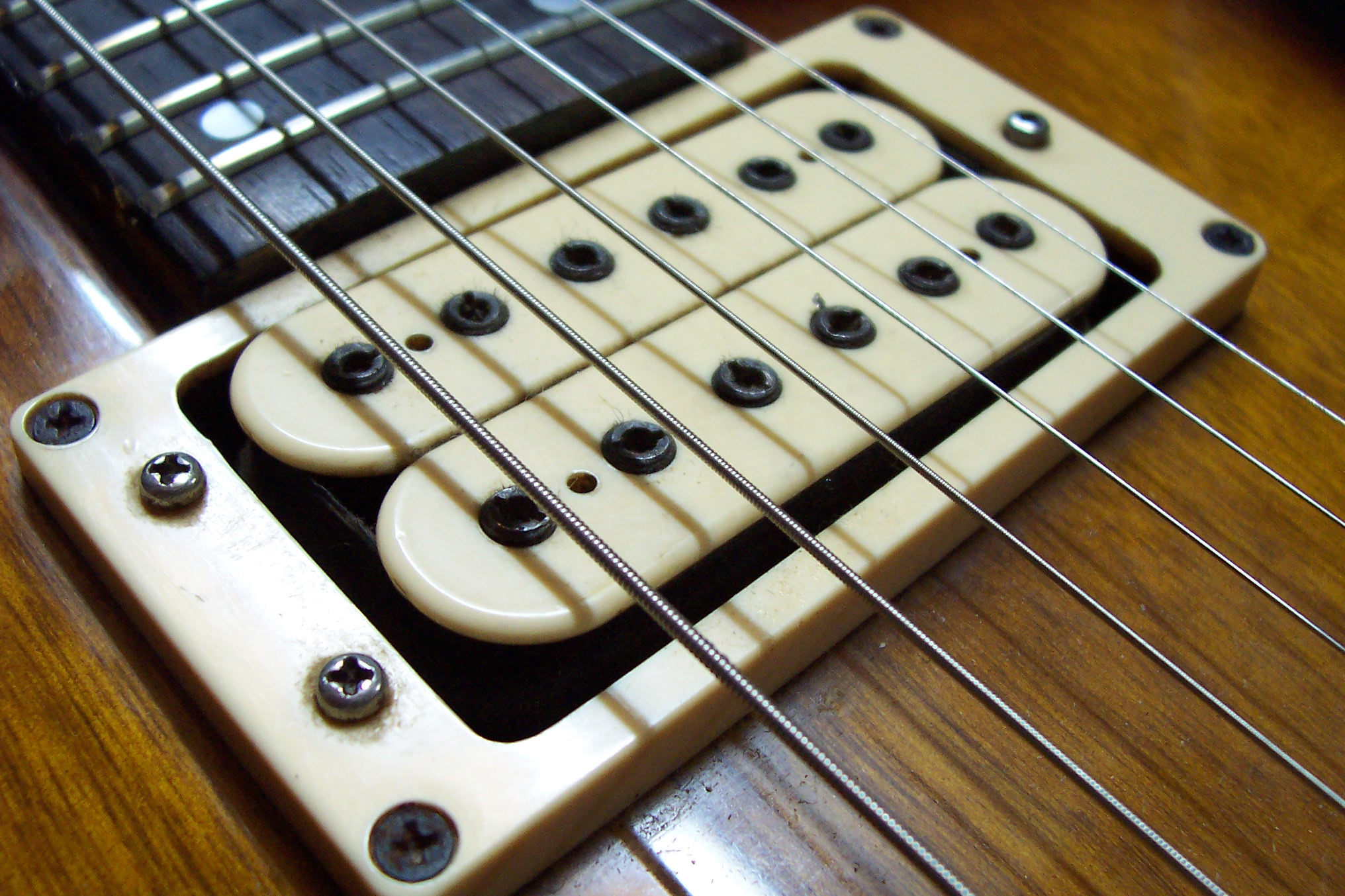
Pickup typu Super Humbucker V-2 w gitarze Ibanez Studio

Humbucker – rodzaj przetwornika do przetwarzania drgań strun gitary na sygnał elektryczny.
Humbucker to w zasadzie dwa single-coile, stykające się dłuższymi bokami. Każdy z nich zbudowany jest z magnesu z nawiniętą na jego obwodzie cewką. Struna, drgając w niewielkiej odległości (4–8 mm), znajduje się w polu magnetycznym magnesu przetwornika, a ponieważ wykonana jest ze stali, która jest ferromagnetykiem, następuje zaburzenie pola w rytm drgań struny. Zmiana linii pola magnetycznego przecinającego uzwojenie cewki przetwornika powoduje indukowanie się w nim zmiennej siły elektromotorycznej. 
Wadą pojedynczego single-coila jest indukowanie się w nim także przydźwięku sieci zasilającej i innych zakłóceń elektromagnetycznych, zwłaszcza z cewek głośników i transformatorów wzmacniaczy. Istnieje też ryzyko pojawienia się sprzężenia zwrotnego między cewką przetwornika a cewką głośnika w momencie, gdy gitara znajdzie się zbyt blisko kolumny głośnikowej (zwłaszcza przy graniu z dużym przesterem lub z dużą mocą wyjściową). Humbucker rozwiązuje te problemy – wszelkie zakłócenia z zewnątrz się znoszą, ponieważ cewki połączone są tak, aby indukujące się zakłócenia posiadały przeciwną fazę, natomiast sygnał z gitary się sumuje ponieważ magnesy cewek mają przeciwną biegunowość, więc następuje podwójne odwrócenie fazy. Jednak struna nie drga wyłącznie z częstotliwością podstawową – obecne są także drgania harmoniczne. W drgającej strunie powstaje fala stojąca. Jej węzły i strzałki są przesunięte wzdłuż struny, a więc także względem cewek humbuckera. Na skutek tego zjawiska tony podstawowe wprawdzie się sumują, lecz niektóre wyższe harmoniczne mogą się osłabiać, a nawet całkowicie znosić. Ponieważ cewki są blisko siebie więc przesunięcie fazowe harmonicznych niższego rzędu jest małe, jednak wraz ze wzrostem ich rzędu zjawisko to się nasila, co skutkuje wyraźną różnicą rozkładu częstotliwości w widmie sygnału w stosunku do singla, a brzmienie humbuckera określane jest jako „ciepłe" lub „ciemne”.
Istnieje kilka rodzajów humbuckerów, które mogą również być obudowane tak, że wyglądają jak jeden układ (może on być wtedy pomylony z pojedynczym uzwojeniem – przetwornikiem typu single-coil). Większość odpowiada za odbieranie drgań ze wszystkich sześciu strun w jednym układzie, jednak niektóre humbuckery, np. basowe, mogą odpowiadać za odbieranie sygnałów z 2 lub 3 strun (w zależności od typu gitary basowej – 4-, 5-, 6-strunowej). W tym wypadku uzwojenia są ułożone 'schodkowo' pod strunami, tzn. humbucker posiada od 4 do 6 uzwojeń, które są podzielone na dwie sekcje, składające się z 2–3 uzwojeń. Gdy sekcja usytuowana jest bliżej mostka, struny pod którymi się znajduje będą brzmiały bardziej 'metalicznie', natomiast sekcja bliżej środka struny przetworzy drgania na bardziej 'buczące'. Zazwyczaj, pod strunami grubszymi (E i A, również D w przypadku gitary 6-strunowej) sekcja znajduje się dalej od mostka, a dla cieńszych strun bliżej, co zapewnia odpowiednie brzmienie do grania slappingiem (klangiem).